# Hrvatski krugoval
Hrvatski krugoval, punim nazivom (od 1942.) Hrvatski državni zavod za krugovalnu službu »Hrvatski krugoval«, bio je sustav krugovalnih (ondašnja riječ za radio) postaja u državnom vlasništvu Nezavisne Države Hrvatske. Zapravo je riječ o dotadašnjem Radiju Zagreb, kojega je 1. svibnja 1940. godine bila od dotadašnjih vlasnika otkupila Vlada Banovine Hrvatske; odmah nakon osnivanja NDH u travnju 1941. bio je Radio Zagreb odlukom Ministarskog vijeća NDH stavljen pod nadležnost Hrvatskog državnog tajništva za prosvjećivanje, uz novo ime Hrvatska državna radiopostaja Zagreb, kojoj je za ravnatelja postavljen dr. Radovan Latković. Kasnije se službeno ime radija mijenja u Hrvatska državna krugovalna postaja Zagreb, u sklopu Hrvatskog državnog zavoda za krugovalnu službu, koji je objedinjavao još postaje u Dubrovniku (od travnja 1942. godine), Osijeku  (od siječnja 1942. godine), Sarajevu i Banja Luci.
S obzirom na to da je djelovala kao državna, vrijedno je istaknuti da je uprava Hrvatskog krugovala bila snošljiva prema osobama koje nisu bile sklone vladajućem poretku. Motiv takva stava je bio očuvati tu ustanovu da bi mogla funkcionirati. Međutim, radio je u NDH bio jedno od glavnih propagandnih sredstava države.[nedostaje izvor] S rasporeda su, sukladno državnoj politici, skinuta sva djela srpskih i židovskih skladatelja i izvoditelja, uvedene nove emisije (»Ustaška riječ«, »Za dom spremni«, »Izdanja za pokrajinu«, »Laži srpske nauke«), a na programu su bila i mnoga predavanja (o hrvatskom jeziku, književnim, povijesnim i gospodarskim pitanjima).

## Emisije
»Ustaška riječ«, »Za dom spremni«, »Izdanja za pokrajinu«, »Laži srpske nauke«

### Kultura
Postaja je nudila mnoštvo sadržaja iz kulture. Među ostalim, emitirala je emisiju Dramski četvrtak, koja je ističe po tome što je u njoj u program vraćena prava radiodrama u kojoj su priredili brojne poznate hrvatske i svjetske književnike. Emisije koje su se bavile književnošću su pred mikrofon uspjele dovesti najpoznatija onodobna hrvatska književnička imena, a među njima i Vladimira Nazora i Miroslava Krležu. Jezična naobrazba je širena preko zagrebačke radijske postaje na kojoj 8. svibnja 1941. počinje odašiljanje emisije »Za hrvatski jezik«. Trajanje pojedine emisije bilo je ograničeno na 20 do 25 minuta te je emitirana srijedom.

## Nestanak NDH
Nakon kratkog prekida zbog ulaska partizana u Dubrovnik 18. travnja 1944. godine, s danom 21. travnja 1944. godine dubrovačku postaju Hrvatskog krugovala preuzima Propagandni odjel Okružnoga narodnooslobodilačkog odbora, te se program ponovo neredovito emitirala 5-6 dana. Nakon toga je ponovno obustavljen rad, te je redovito emitiranje nastavljeno od 31. siječnja 1945. godine. Slično se Radio Osijek oglasio 14. travnja 1945. godine riječima: »Smrt fašizmu, sloboda narodu«, da bi redovno emitiranje pod nadzorom komunista bilo uspostavljeno 16. svibnja 1945. godine, a 18. svibnja 1945. god. se dotadašnja Hrvatska državna krugovalna postaja Zagreb oglasila riječima: »Ovdje Radio Zagreb. Pozor, pozor! … Nakon četiri godine fašističke strahovlade, glavni grad Hrvatske oslobođen je od njemačkih i ustaških bandita. Jedinice Jugoslavenske armije ušle su u grad...«.
Kad su nakon velikog povlačenja vojske i civila iz NDH postrojbe Titove vojske ušle u Zagreb, ova je postaja kao i sve javne i državne kulturne ustanove pretrpila političko-programski prevrat. Promjena nije prošla mirno. Neki su od vodstva postaje ostali, dio vodstva su nove komunističke vlasti uhitile a dvojicu članova su smaknuli.

## Poznatiji djelatnici
- Radovan Latković, upravitelj Hrvatskog državnoga zavoda za krugovalnu službu,
- Hamid Dizdar, izvjestitelj za narodne pjesme na drž. krugovalnoj postaji u Sarajevu.[5]

## Vanjske poveznice
- Povijest Radija Zagreb s posebnim osvrtom na razdoblje NDH  Arhivirana inačica izvorne stranice od 21. srpnja 2011. (Wayback Machine)